# Streptococcus sanguinis
Streptococcus sanguinis, conegut abans com a Streptococcus sanguis, és un germen sapròfit habitual de la boca humana sana, especialment de la placa dental, on modifica l'ambient perquè sigui menys acollidor per altres soques de Streptococcus que provoquen la càries, com Streptococcus mutans.
Streptococcus sanguinis pot entrar a la circulació sanguínia quan té l'oportunitat (neteges dentals i cirurgies) i colonitzar les vàlvules del cor, especialment la vàlvula mitral i vàlvula aòrtica, on és la causa més comuna d'endocarditis bacteriana subaguda. Per això, el cirurgià oral sol prescriure un tractament curt d'antibiòtics que s'han de prendre des d'uns pocs dies abans fins a uns pocs dies després de la cirurgia oral. Quan s'ha produït una infecció, el tractament és molt més complicat i en general inclou l'administració de diverses setmanes de penicil·lina i antibiòtics aminoglicòsids.
La seqüència genòmica completa de S. sanguinis va ser determinada el 2007 pels laboratoris de la Virginia Commonwealth University.